# Naturschutzgebiet Scherfbachtal (Kürten)
Das Naturschutzgebiet Scherfbachtal ist ein Naturschutzgebiet im Westen der Gemeinde Kürten im Rheinisch-Bergischen Kreis.

## Beschreibung
Das Naturschutzgebiet besteht aus mehreren Armen (von Nord nach Süd):
- Der erste Arm beginnt südlich von Kochsfeld und endet an der Gemeindegrenze kurz vor der Odenthaler Straße.
- Es folgt ein zweiter Arm der vier weitere Arme hat. Ihre Quellgebiete liegen in der Nähe von Bechen, Schnappe und Herweg. Sie vereinigen sich an der Odenthaler Straße und reichen dort bis an die Gemeindegrenze kurz vor der Liesenberger Mühle.

## Vegetation und Schutz
Die Unterschutzstellung erfolgte zur Sicherung, Erhaltung und Entwicklung des strukturreichen und naturnahen Quellgebietes mit einem reichhaltigen Biotopkomplex.
Das Gebiet besteht aus mehreren Quellmulden, Quellfluren, Feucht- und Nassgrünland sowie Hang- und Auwäldern. Im Einzelnen wurden folgende Schutzzwecke festgesetzt:
- Sicherung der Funktion als Biotopverbundfläche von herausragender regionaler Bedeutung,
- Erhaltung und Entwicklung der naturnahen Quellursprünge und Quellfluren,
- Erhaltung und Entwicklung des Quellgebietes und der vielgestaltigen Bachtäler als typischer Landschaftsausschnitt und Lebensraum im siedlungsnahen Umfeld,
- Erhaltung und Sicherung der Gewässerqualität der naturnahen Quellursprünge sowie des Fließgewässers Scherfbach im Talgrund.[2]